# مقاطعة هاردن (تينيسي)
مقاطعة هاردن (بالإنجليزية: Hardin County, Tennessee)‏ هي إحدى مقاطعات ولاية تينيسي في الولايات المتحدة. ، وتبلغ مساحتها 1544 كم2، بلغ عدد سكانها 26026 نسمة في عام 2010 حسب إحصاء مكتب تعداد الولايات المتحدة وتصل الكثافة السكانية فيها 17 نسمة/كم2.

## أعلام
- تشارلز رايت
- راي بلانتون
- جون ويليام روس
- جون دبليو. فرازر